# 圣于连莱梅斯
圣于连莱梅斯（法語：Saint-Julien-lès-Metz，法語發音：[sɛ̃ ʒyljɛ̃ lɛ mɛs]，意为“梅斯附近的圣于连”）是法国摩泽尔省的一个市镇，位于梅斯市区北部，摩泽尔河右岸，属于梅斯区和梅斯城市圈社区。

## 地名
法语人名“Julien”在日常人名译名以及《世界人名翻譯大辭典》、《法语姓名译名手册》等主流人名译名类书籍资料中译作“朱利安”，不过在《世界地名翻译大辞典》、《世界地名译名词典》和《法国地图册》等主流地名译名类书籍资料中译作“于连”。

## 地理
圣于连莱梅斯（49°8'2"N, 6°12'10"E）面积4.55 平方千米，位于法国大東部大區摩泽尔省，该省份为法国东北部内陆省份，是洛林的一部分，西南接默尔特-摩泽尔省，东临下莱茵省，北与卢森堡和德国接壤。
与圣于连莱梅斯接壤的市镇（或旧市镇、城区）包括：雪勒、拉马克斯、梅斯、旺图、瓦尼。
圣于连莱梅斯的时区为UTC+01:00、UTC+02:00（夏令时）。

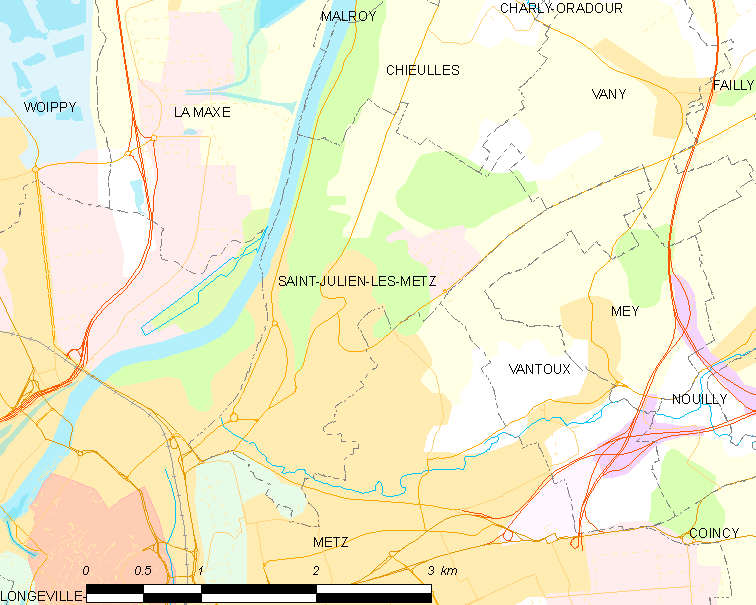
圣于连莱梅斯的OSM定位图

## 行政
圣于连莱梅斯的邮政编码为57070，INSEE市镇编码为57616。

## 政治
圣于连莱梅斯所属的省级选区为梅斯地区县。

## 人口

1962-2008年间圣于连莱梅斯人口变化图示

圣于连莱梅斯于2022年1月1日时的人口数量为3562人。

## 友好城市
- 法國 博尔莱索格